# 懸崖區 (士嘉堡)
懸崖區是加拿大安大略省多倫多的一個住宅區。它位於士嘉堡市轄區內的安大略湖沿岸，西接美蘭路（Midland Avenue），北接加拿大國家鐵路，東接Bellamy Road。
懸崖區這個名字是指士嘉堡懸崖（Scarborough Bluffs），其為沿著湖邊的沙質懸崖。這個社區感覺更像是在一個小屋裡，而不是在加拿大最大、人口最稠密的城市。對於較小的平房式房屋，平均價值僅為中等水平，以多倫多的標準來說是可負擔的。大多數房屋是擁有率很高的獨棟獨立式房屋。該地區的高層或中層建築較少。

## 教育
兩個公校教育局在懸崖區運營學校，世俗的多倫多公校教育局（TDSB）及有天主教背景的多倫多天主教教育局（TCDSB）。法語公校局維亞蒙德公校局（Conseil scolaire Viamonde）及法語天主教公校局Conseil scolaire catholique MonAvenir也為懸崖區的居民提供教育，儘管他們不在社區內運營學校。
多倫多公校教育局是唯一一家在社區運營公立中學的學校公校局，其運營有亞老京學校（R.H. King Academy），這是前士嘉堡市最古老的中學之一。學校始建於1922年，初名為士嘉堡中學（Scarborough High School）。當時有116名學生，使用Birch Cliff Congregation Church作為校舍，同年遷至位於聖卡拉路（St. Clair Avenue）的學院哥特式建築。學校於1930年更名為士嘉堡書院（Scarborough Collegiate Institute），並於1954年更名為R·H·京書院（R. H. King Collegiate Institute），以該學校的創始校長命名。1975年，西段被豎立以取代1922年的建築，該建築已縮減為入口拱門及鍋爐房。由1989年9月開始，R·H·京書院（R. H. King Collegiate Institute）更名為R·H·京學校（R.H. King Academy）。
TDSB還在社區運營四所小學，分別是安臣公園公立學校（Anson Park Public School）、Bliss Carman Senior Public School、Fairmount Public School及H. A. Halbert Junior Public School。
TCDSB在社區運營一所公立小學，即聖佳德天主教學校（St. Agatha Catholic School）。

## 康樂

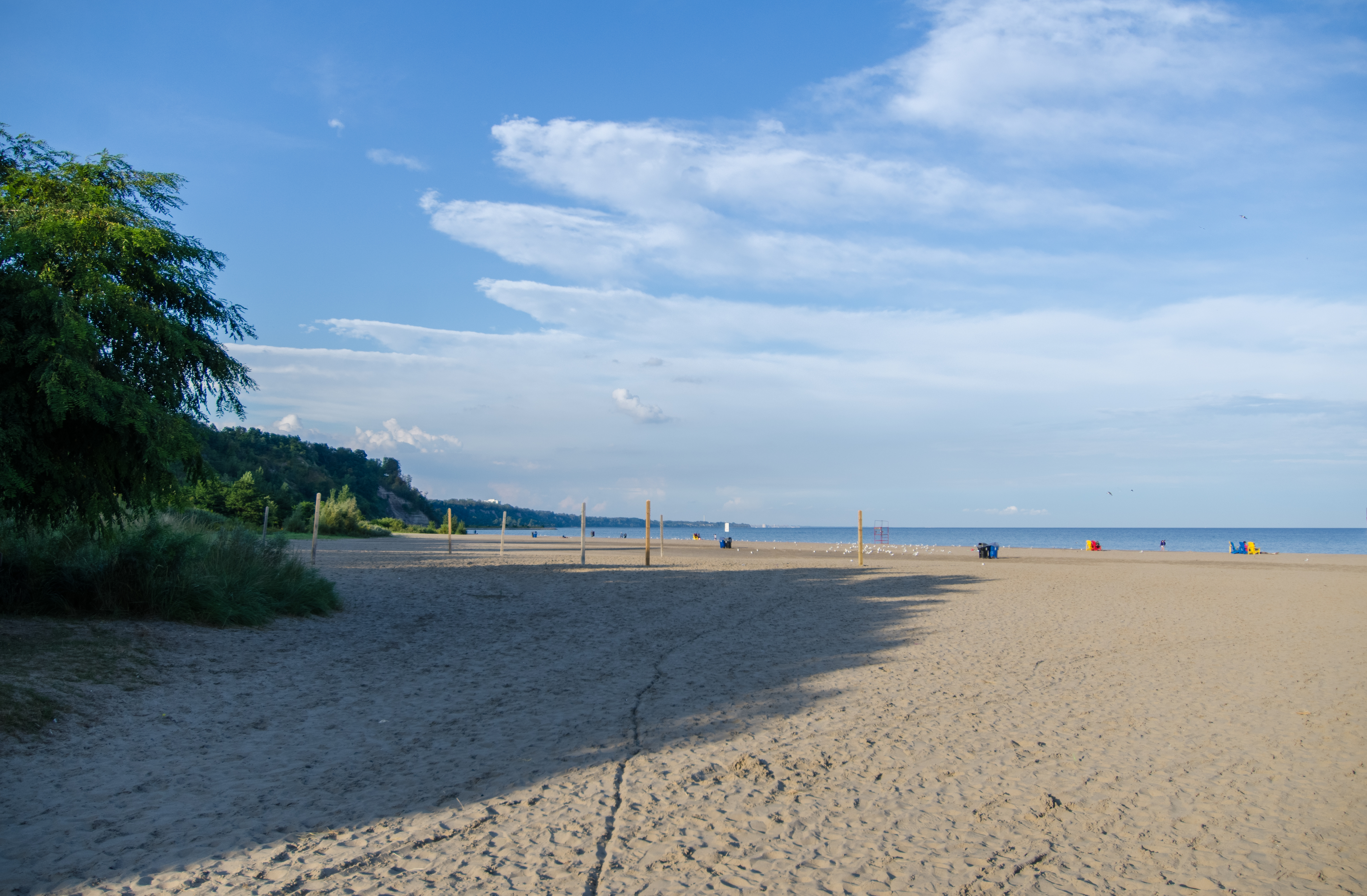
懸崖湖灘（Bluffer's Beach）是位於懸崖區南端的湖灘。

數座公園位於懸崖區，其中許多位於士嘉堡懸崖（Scarborough Bluffs）及湖濱附近。附近的市政公園包括古地亞公園（Cudia Park）、麥高雲區公園（McCowan District Park）及懸崖公園（Bluffer's Park）的部分區域，包括懸崖公園遊艇會（Bluffer's Park Yacht Club）及懸崖湖灘（Bluffer's Beach）。懸崖區的市政公園由多倫多公園、林務及康樂部（Toronto Parks, Forestry and Recreation Division）維護。
多倫多公共圖書館懸崖區分館也位於該社區，在京士頓道（Kingston Road）上。

## 外部連結
- 多倫多社區地圖 （页面存档备份，存于）